# Гьоле
Гьоле (тур. Göle), (груз. კოლა — Кола) — місто в провінції Ардахан, Туреччина. Населення — 7 738 осіб (2009). Висота над рівнем моря — 2008 м.

Назва походить від Кола — назви історичної провінції Грузії. 